# Тавла (приток Инсара)
Та́вла — река в России, протекает по Кочкуровскому району Республики Мордовия и по городскому округу Саранск. Впадает в реку Инсар в черте города Саранск. Длина реки составляет 33 км, площадь водосборного бассейна — 271 км². Относится к бассейну Волги, сток в Волгу через Инсар — Алатырь — Суру. В 13 км от устья принимает справа реку Атемарка.

## География
Тавла начинается в полях в Кочкуровском районе, примерно в 15 км юго-восточнее Саранска. Течёт первоначально в овраге на юго-запад, на обоих берегах расположены сёла Подлесная Тавла и Напольная Тавла. Между ними река пересекает границу городского округа Саранск и поворачивает на северо-запад. Ниже на обоих берегах расположена деревня Танеевка, на левом — Горяйновка, на правом — Грибоедово, за которым Тавла справа принимает приток Атемарку. Напротив Грибоедова на левом берегу деревня Ивановка. Ниже Танеевки Тавла течёт в широком понижении между холмами. Ещё ниже река течёт вдоль северной окраины посёлка городского типа Луховка, на правом берегу остаётся село Макаровка с Макаровским Иоанно-Богословским монастырём. За Луховкой Тавла входит в черту города Саранск, протекает через его юго-восточные районы и впадает справа в реку Инсар к северу от стадиона «Мордовия Арена».

## Данные водного реестра
По данным государственного водного реестра России относится к Верхневолжскому бассейновому округу, водохозяйственный участок реки — Алатырь от истока и до устья, речной подбассейн реки — Сура. Речной бассейн реки — (Верхняя) Волга до Куйбышевского водохранилища (без бассейна Оки).
Код объекта в государственном водном реестре — 08010500212110000038383.